# Dieter Hempel
Dieter Hempel (* 6. September 1947) ist ein ehemaliger deutscher Fußballspieler, der beim BFC Dynamo in der DDR-Oberliga, der höchsten Spielklasse im DDR-Fußball, aktiv war.

## Sportliche Laufbahn
Als Spieler der BSG Chemie Zeitz wurde Dieter Hempel 1965 in den Kader der DDR-Juniorennationalmannschaft berufen. Bis 1966 bestritt er zehn Junioren-Länderspiele, bei denen er hauptsächlich im Angriff eingesetzt wurde und einmal zum Torerfolg kam. Zu dieser Zeit wurde er auch bereits im Männerbereich der BSG Chemie eingesetzt, in die in der zweitklassigen DDR-Liga spielte. In der Saison 1965/66 wurde er in 13 der 30 Ligaspiele aufgeboten. Während er dabei nur ein Tor erzielte, kam er 1966/67 bereits auf 22 Ligaeinsätze und war fünfmal als Torschütze erfolgreich. Zur Spielzeit 1967/68 wechselte Hempel nach Ost-Berlin zum BFC Dynamo. Dort spielte er zunächst mit der 2. Mannschaft in der drittklassigen Stadtliga, mit der er in die DDR-Liga aufstieg. Zur Saison 1968/69 wurde er in die Oberligamannschaft des BFC aufgenommen und bestritt mit ihr sein erstes Punktspiel am 2. Oberligaspieltag. Bis zum Ende der Hinrunde wurde er in zehn Oberligabegegnungen eingesetzt. Anschließend wurde er in die 2. Mannschaft zurückversetzt, wo er fünf DDR-Liga-Spiele bestritt und drei Tore erzielte. Am Saisonende kam er noch einmal in zwei Oberligaspielen zum Einsatz. In seinen zwölf Oberligaeinsätzen konnte er keine Tore erzielen. Anschließend wurde er beim BFC entlassen und an die BFC-Außenstelle FSG Dynamo Frankfurt abgegeben. Dort bestritt Hempel zwei Spielzeiten in der drittklassigen Bezirksliga Bezirk Frankfurt (Oder). 1971 stieg er mit der Mannschaft in die DDR-Liga auf, und die FSG wurde nach Fürstenwalde/Spree versetzt, wo sie künftig als SG Dynamo Fürstenwalde antrat. In Fürstenwalde bestritt Hempel drei Spielzeiten in der DDR-Liga, wobei er von den 66 ausgetragenen Punktspielen 60 Partien absolvierte. Er kam auf 25 Tore, 1973/74 wurde er mit zehn Treffern Torschützenkönig der Fürstenwalder. Obwohl noch nicht 27 Jahre alt, beendete Dieter Hempel im Sommer 1974 seine Laufbahn im höherklassigen Fußball. Dort hatte er innerhalb von sechs Spielzeiten zwölf Oberligaspiele ohne Torerfolg und 100 DDR-Liga mit 34 Toren absolviert. Er ging nach Frankfurt (Oder) zurück und schloss sich dort der SG Dynamo Ost Frankfurt an, die in der viertklassigen Bezirksklasse spielte. Mit ihr stieg er 1975 in die Bezirksliga auf und war dort bis 1983 aktiv.